# Сан-Себастьян-ди-Лагоа-ди-Роса
Сан-Себастьян-ди-Лагоа-ди-Роса (порт. São Sebastião de Lagoa de Roça) — город и муниципалитет в Бразилии, входит в штат Параиба. Составная часть мезорегиона Сельскохозяйственный район штата Параиба. Входит в экономико-статистический микрорегион Эсперанса. Население составляет 14 937 человек на 2006 год. Занимает площадь 49,882 км². Плотность населения — 219,3 чел./км².
Праздник города — 30 декабря.

## Статистика
- Валовой внутренний продукт на 2003 год составляет 19 861 375,00 реалов (данные: Бразильский институт географии и статистики).
- Валовой внутренний продукт на душу населения на 2003 год составляет 1888,14 реалов (данные: Бразильский институт географии и статистики).
- Индекс развития человеческого потенциала на 2000 год составляет 0,622 (данные: Программа развития ООН).